# Mauring de Spolète
Mauring de Spolète (en latin, Mauringus/Moringus [dux] Spolitinus, en italien, Mauring(o) [Duca] di Spoleto) fut brièvement duc de Spolète en 824.
Appartenant à la noblesse franque, Mauring est le fils de Suppo, comte de Brescia, Parme, Piacenza, Modène et Bergame, et duc de Spolète de 822 à 824.
Selon Éginhard, il succéda en 824 à Adalard — qui venait de mourir, cinq mois après avoir été promu duc — à la tête du duché spolétain. Mais Mauring tomba malade quelques jours après et mourut.

## Sources
- Éginhard, Vie de Charlemagne.